# Mary Rockwell Hook

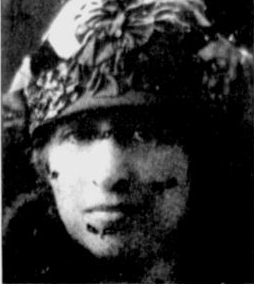
Mary Rockwell Hook

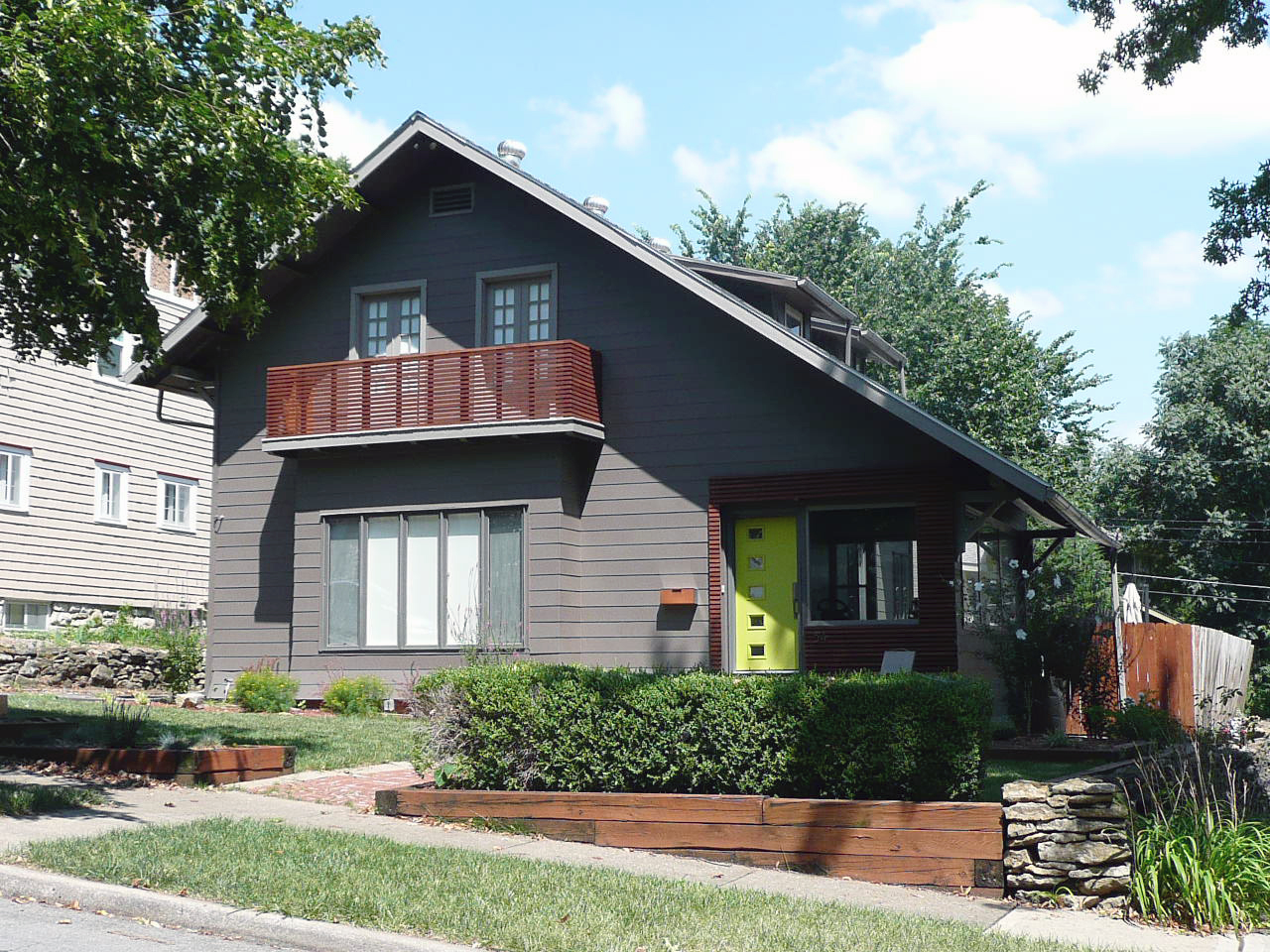
Das Haus in 54 E. 53rd Terrace ist ein historisches Haus in Kansas City, Missouri. Es wurde von der Architektin Mary Rockwell Hook entworfen und 1908 erbaut

Mary Rockwell Hook (* 8. September 1877 in Junction City (Kansas), USA; † 8. September 1978 in Florida, USA) war eine amerikanische Architektin. Sie erhielt 1977 von dem American Institute of Architects eine Plakette für herausragende Verdienste.

## Leben und Werk
Hook war die dritte von fünf Töchtern des Getreidehändlers und Bankiers Bertrand Rockwell (1844–1930) und Julia Marshall Snyder. Sie besuchte ab 1896 das Wellesley College, wo sie 1900 einen Abschluss erhielt.  Die erfolgreiche Karriere ihres Vaters im Bank- und Getreidespeichergeschäft in Junction City ermöglichte es der Familie, gemeinsam viel zu reisen. Während ihrer vielen anderen Reisen in ihren 1920er und 1930er Jahren gehörten zu den Zielen Sizilien, die Schweiz, Singapur und Ceylon, wo Hook verschiedene architektonische Einflüsse  aufnahm.
1903 schrieb sie sich als einzige Frau in ihrer Klasse in der Architekturabteilung des Art Institute of Chicago ein und schloss als zweite Frau dieses Architekturprogramm ab. Nach einem Semester als Englischlehrerin in Puerto Rico und Reisen nach Venezuela und Sizilien kam sie 1905 nach Paris. Sie schrieb sich zusammen mit sieben amerikanischen Männern in einem Atelier Preparatoire ein, das von dem französischen Architekten Jacques-Marcel Auburtin der École des Beaux-Arts geleitet wurde.

## Architektin in Kansas City
Sie kehrte im Jahr 1906 nach Kansas City zurück, um in einem Architekturbüro zu arbeiten. Sie erhielt  eine Ausbildung bei der Firma Howe, Holt und Cutler in Kansas City, die sich auf den Bau großer Wohnhäuser aus Stein und Ziegeln spezialisiert hatte. Als sie 1908 von einer weiteren Auslandsreise zurückkehrte, reiste sie nach Santa Rosa (Kalifornien), um Familienhäuser für zwei Schwestern zu bauen, und nach Wellesley, um ein Haus für eine Freundin zu entwerfen und zu bauen. Das Haus, das sie 1908 für ihre Eltern entwarf, war das erste Haus in der Gegend mit einer eingebauten Garage. Da es den Vorschriften widersprach, musste sie ein feuerfestes Garagentor aus Stahl einbauen. Ihr wurde eine Reihe von Projekten in den Stadtteilen Sunset Hill und Raytown in Kansas City übertragen. Ihr Stil war seiner Zeit weit voraus in der Verwendung von recyceltem Material, natürlicher Heizung und Beleuchtungsinnovationen.
In Kansas City experimentierte sie erstmals mit Stadtplanung und wurde später gebeten, einen Stadtplan zu entwickeln. In Kansas City baute sie das erste Haus für sich, ihren Mann und zwei Adoptivkinder. Sie wurde dort Partnerin in einem Architekturbüro. Zu ihren bekanntesten Entwürfen gehören mehrere Häuser in der Gegend von Sunset Hill, Entwürfe, in denen sie die freistehenden Haupträume, Rundbogenfenster, offenen Terrassen, Balkone und Innenhöfe verwendete. Während ihrer Tätigkeit als Architektin in Kansas City wurde Hook 1913 von Ethel de Long und Katherine Pettit angeworben, um den Campus und die Gebäude für die neue Pine Mountain Settlement School in Harlan County (Kentucky) zu entwerfen. Der Lageplan und ihre Gebäude wurden in das  National Register of Historic Places aufgenommen.
Hook heiratete 1921 den Rechtsanwalt Inghram Hook, mit dem sie zwei Kinder adoptierte. Von 1924 bis 1929 teilte Hook eine Architektenpartnerschaft in Kansas City, bekannt als Hook and Remington. Während dieser Zeit entwarf Hook ein Zuhause für sich, ihren Mann und ihre beiden Adoptivsöhne.

## Architektin auf Siesta Key
Sie kaufte 1935 auf Siesta Key in der Nähe von Sarasota, Florida, 55 Morgen für 10.000 US-Dollar und entwarf dort viele Häuser.  Das erste Projekt war die Künstlerkolonie Whispering Sands Inn, die 1937 fertiggestellt wurde. 1945 verkaufte Hook die Fläche auf Siesta Key, zu der auch das Grundstück des Whispering Sands Inn gehörte, und befasste sich mit der Entwicklung von Sandy Hook. Die ersten beiden Häuser wurden Anfang der 1950er Jahre von Hook entworfen. Hook plante für Sandy Hook eine kleine Architekturschule, die allerdings nie realisiert wurde.
Hook verfasste 1970 ihre Autobiographie This and That, in der sie ausführlich ihre entworfenen Häuser beschrieb. Obwohl ihr das American Institute of Architects die Mitgliedschaft wegen ihres Geschlechts verweigert hatte, überreichte ihr der Berufsverband 1977 zu ihrem 100. Geburtstag eine Plakette für herausragende Verdienste.
Hook starb 1978 an ihrem 101. Geburtstag.
Sie war möglicherweise die erste Architektin in der Gegend von Kansas City, die vor Ort gegossene Betonwände verwendete, und installierte bereits 1937 eine Solaranlage, um ein Resorthotel auf Siesta Key, mit Warmwasser zu versorgen.

## Projekte (Auswahl)
Neun ihrer entworfenen Häuser in Kansas City wurden in das National Register of Historic Places aufgenommen:
- Haus in 54 E. 53rd Terrace, 54 E. 53rd Terrace
- Bertrand Rockwell House, 1004 W. 52nd Street
- Emily Rockwell Love House, 5029 Sunset Drive
- Robert Ostertag House, 5030 Summit Street
- Pink House, 5012 Summit Street
- Haus in 5011 Sunset Drive, 5011 Sunset Drive
- Jacobs Floyd House, 5050 Sunset Drive
- Mary Rockwell Hook House, 4940 Summit Street
- Four Gates Farm / Marvin Gates Residence, 13001 Little Blue Road[12]